# Hong Kong Rangers Football Club
L'Hong Kong Rangers Football Club (流浪足球會S, Xianggang Liulang Zuqiu HuiP è una società di calcio di Hong Kong, con sede a Caolun.

## Denominazione
- Dal 1958 al 1995: Xianggang Liulang Zuqiu Hui (香港流浪足球會S; Hong Kong Rangers Football Club)
- Dal 1995 al 1997: Uhlsport Liulang Zuqiu Hui (UHLSPORT流浪足球會S)
- Dal 1997 al 2001: Xianggang Liulang Zuqiu Hui (香港流浪足球會S; Hong Kong Rangers Football Club)
- Dal 2001 al 2006: Peng Ma Liulang Zuqiu Hui (澎馬流浪足球會S; Buler Rangers Football Club)
- Dal 2006 al 2007: Xianggang Liulang Zuqiu Hui (香港流浪足球會S; Hong Kong Rangers Football Club)
- Dal 2007 al 2008: Baoluhua Liulang Zuqiu Hui (寶路華流浪足球會S; Bulova Rangers Football Club)
- Dal 2008 al 2009: Xianggang Liulang Zuqiu Hui (香港流浪足球會S; Hong Kong Rangers Football Club)
- Dal 2009 al 2010: Anhua Zuqiu Hui (安華足球會S; Ongood Football Club)
- Dal 2010 al 2011: Biaozhun Biaozhen Zuqiu Hui (標準錶針足球會S; Biu Chun Football Club)
- Dal 2011 al 2012: Jinfeng Keji Zuqiu Hui (金峰科技足球會S; Kam Fung Football Club)
- Dal 2012: Biaozhun Liulang Zuqiu Hui (標準流浪足球會S; Biu Chun Rangers Football Club)

## Storia
Fondato nel 1958 da emigrati scozzesi ad Hong Kong con il nome di Rangers Football Team che mantenne sino al 1960 quando assunse la denominazione di Hong Kong Rangers Football Club. Si aggiudicò il primo trofeo nel 1966, quando vinse la Hong Kong Senior Challenge Shield. Nel 1971 vince la Hong Kong First Division League e la sua seconda Hong Kong Senior Challenge Shield. Nel 1975 ottiene il terzo successo in Hong Kong Senior Challenge Shield, seguito nel 1977 dalla vittoria nella Hong Kong Football Association Cup. Gli ultimi successi sono del 1995, quando i Rangers vincono la loro quarta Hong Kong Senior Challenge Shield e la loro seconda FA Cup.

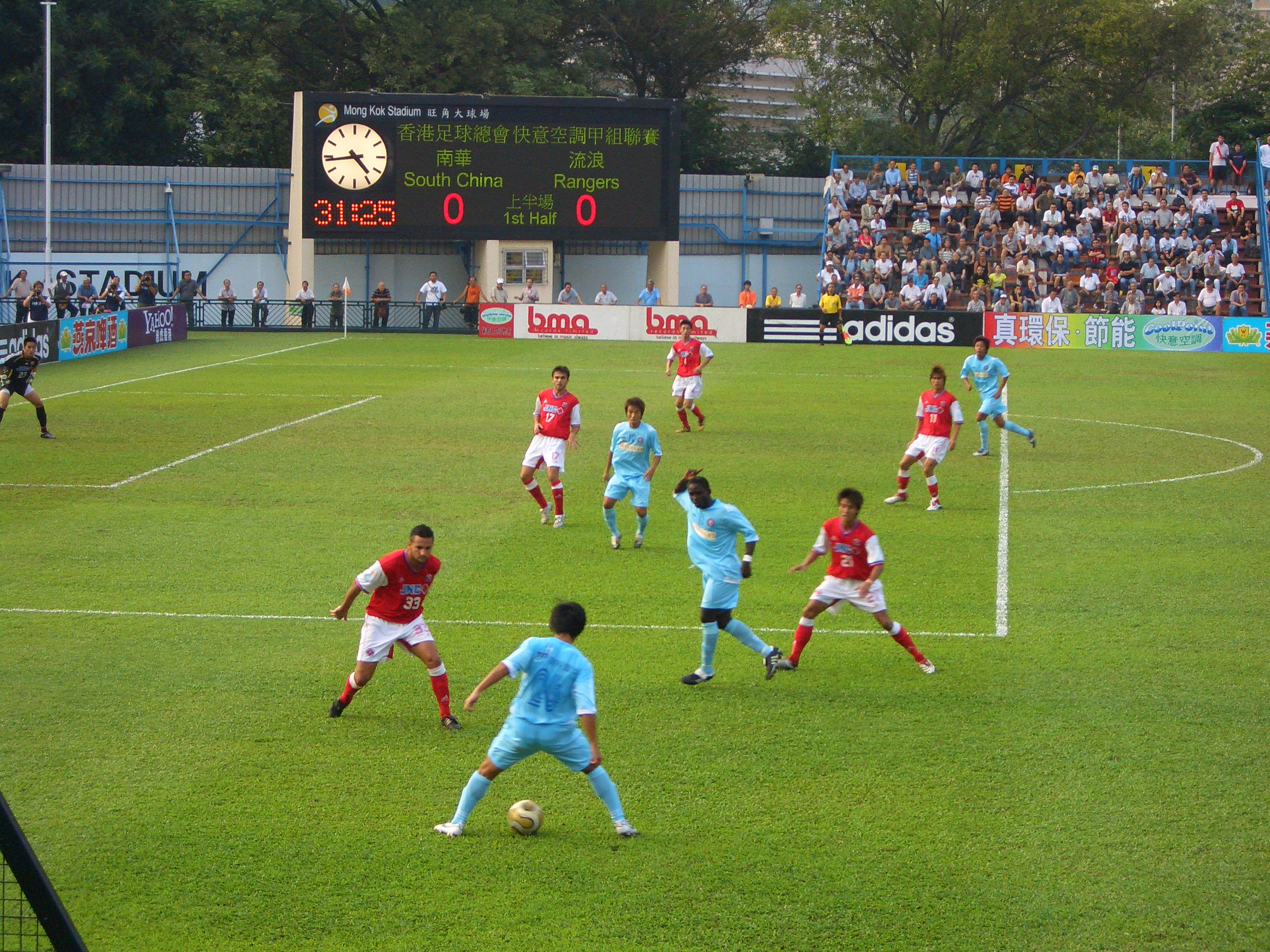
Rangers contro South China, 2006

Dal 2001 al 2006 la squadra assume il nome di Buler Rangers Football Club, sino a che riassume il nome di Hong Kong Rangers Football Club. Nel 2011 cambia nome in Kim Fung Football Club che abbandonerà l'anno seguente per assumere il nome di Biu Chun Rangers Football Club.

## Palmarès

### Competizioni nazionali
- Campionato di calcio di Hong Kong: 1

1971
- Hong Kong Senior Challenge Shield: 4

1966, 1971, 1975, 1995
- Hong Kong Football Association Cup: 2

1977, 1995
- Hong Kong Viceroy Cup: 2

1974, 1975
- Hong Kong Sapling Cup: 1

2023-2024
- Hong Kong Second Division League: 1

1964-1965

### Altri piazzamenti
- Hong Kong Football Association Cup:

Finalista: 2022-2023, 2024-2025
- Hong Kong Viceroy Cup:

Finalista: 1970-1971, 1971-1972
- Coppa di Lega di Hong Kong:

Finalista: 2001-2002

## Organico

### Rosa 2018-2019
| N. |                           | Ruolo | Calciatore      |
| -- | ------------------------- | ----- | --------------- |
| 1  | Hong Kong (bandiera)      | P     | Chan Pak Ho     |
| 2  | Hong Kong (bandiera)      | D     | Chow Yun Keung  |
| 3  | Hong Kong (bandiera)      | C     | Ng Ka Tung      |
| 4  | Serbia (bandiera)         | D     | Uroš Vidović    |
| 5  | Brasile (bandiera)        | D     | Fernando        |
| 6  | Rep. del Congo (bandiera) | A     | Tiekoro Sissoko |
| 7  | Hong Kong (bandiera)      | A     | Ho Shing Fung   |
| 8  | Hong Kong (bandiera)      | C     | Lai Lok Yin     |
| 9  | Hong Kong (bandiera)      | C     | Ng Ka Chun      |
| 10 | Hong Kong (bandiera)      | C     | Wong Chin Hung  |
| 11 | Hong Kong (bandiera)      | C     | Lee Hiu Fai     |
| 13 | Hong Kong (bandiera)      | D     | Luk Kin Ming    |

| N. |                      | Ruolo | Calciatore       |
| -- | -------------------- | ----- | ---------------- |
| 14 | Hong Kong (bandiera) | D     | Chan Ka Chun     |
| 16 | Hong Kong (bandiera) | C     | Chan Pong Ho     |
| 17 | Hong Kong (bandiera) | D     | Chung Sing Lam   |
| 19 | Hong Kong (bandiera) | P     | Wong Tsz Him     |
| 20 | Hong Kong (bandiera) | D     | Chiu Chun Kit    |
| 23 | Hong Kong (bandiera) | A     | Wan Tan Fung     |
| 26 | Hong Kong (bandiera) | C     | Gauravdeep Singh |
| 27 | Hong Kong (bandiera) | C     | Tang Lok Man     |
| 30 | Hong Kong (bandiera) | D     | Yuen Tsun Tung   |
| 32 | Hong Kong (bandiera) | A     | Chow Yun Keung   |
| 39 | Hong Kong (bandiera) | C     | Zhang Jun        |
|    | Hong Kong (bandiera) | A     | Lu Ching Yu      |